# UFC Live: Hardy vs. Lytle
UFC Live: Hardy vs. Lytle ou UFC on Versus 5 foi um evento de artes marciais mistas realizado pelo Ultimate Fighting Championship realizado em 14 de agosto de 2011 no Bradley Center em Milwaukee, Wisconsin. O evento foi realizado pela primeira vez em Wisconsin.